# Icaro (Renato Zero)
(parlato in coda al brano "Più su")
Icaro è il primo album dal vivo di Renato Zero, pubblicato nel 1981.

## Descrizione
Il doppio long playing rappresenta il primo album live nella carriera dell'artista romano, registrato durante gli spettacoli Natale a Zerolandia che si sono svolti a Roma (nel periodo di Natale e Capodanno) e a Torino (nel periodo dell'Epifania). Realizzato nello stesso anno dell’album doppio realizzato in studio di Renato Zero, Artide Antartide, il live ottenne un grande successo per un album dal vivo, raggiungendo la prima posizione nella hit parade. L'album è arricchito da due inediti, anch'essi eseguiti dal vivo: "Chi più chi meno" e "Più su", quest'ultimo retro di “Galeotto fu il canotto” pubblicato in formato 45 giri, divenuto sùbito uno dei brani più rappresentativi di sempre nel repertorio di Zero, amati e apprezzati anche dal pubblico più ampio.
"Più su" esce in doppio singolo (lato A), con l'altro brano, registrato in studio e non contenuto nel doppio album dal vivo, costituito dal brano "Galeotto fu il canotto" (che verrà inserito trent'anni dopo nella raccolta Puro spirito, prima volta che il brano appare in un album del cantautore). Il brano verrà  ripreso in séguito nel 1999 anche da Mina, nel suo album tributo dedicato a Renato, intitolato N° 0, "Galeotto fu il canotto" compare di fatto sul lato B del 45 giri, pur ricevendo, al livello promozionale, lo stesso trattamento del brano posto sul lato A del singolo.
I due inediti, comparsi per la prima volta nel doppio live del 1981, rimarranno a lungo disponibili esclusivamente nella versione dal vivo, dopodiché Renato ne realizzerà finalmente, in periodi molto diversi della sua carriera, le rispettive versioni di studio. La nuova versione di "Chi più chi meno" verrà inserita sul lato B di "Più insieme", l'unico singolo, disponibile soltanto in edizione limitata, estratto dall'album di inediti del 1991, La coscienza di Zero (di cui avrebbe dovuto costituire il ventesimo brano, poi omesso per lasciare spazio alla versione integrale di "Più insieme", comprendente il parlato iniziale, tagliato nella versione del singolo, e per permettere la pubblicazione di un'unica edizione in CD della raccolta, evitando così l'uscita di un ennesimo doppio, in un periodo di lenta ripresa, ma ancora critico dal punto di vista commerciale - anche se il vinile uscì di fatto doppio, ma a prezzo speciale). La nuova versione di "Più su" sarà invece inclusa nella tripla compilation Renatissimo!, realizzata soltanto nel Nuovo Millennio, che, pubblicata dopo un periodo di folgoranti e ripetuti successi, godrà al contrario di ampia diffusione sul territorio nazionale e all'estero.
La band viene presentata nel corso dell'esecuzione dal vivo di Triangolo, modificata in una versione inedita, dilatata fino a oltrepassare gli 8 minuti e posta in chiusura del primo disco.
Il brano Il carrozzone è interamente cantato dal pubblico.
La voce simil-tenorile utilizzata in Profumi, balocchi e maritozzi appartiene a Giampiero Fiacchini, il fratello di Renato Zero.
Da anni fuori catalogo, l'album è stato ripubblicato il 22 dicembre 2023 in formato vinile da Tattica, per la seconda raccolta Mille e uno Zero. Il 24 dicembre 2024 venne pubblicato per la prima volta su tutte le piattaforme di streaming musicale.

## Tracce
Mentre nell'edizione in vinile i quattro lati sono indicati come «RenatoUno», «RenatoDue», «RenatoTre» e «RenatoQuattro», la ristampa in CD riduce coerentemente i lati ai due dischi in cui viene compattato l'album, che si trasformano così rispettivamente in «RenatoUno» e «RenatoDue».

### Disco 1
1. Niente trucco stasera  (testo di Franca Evangelisti; musica di Roberto Conrado e Renato Zero) - 6:08 (*)
2. Vivo  (testo di Franca Evangelisti; musica di Ernest John ["Gianni"] Wright e Renato Zero) - 3:12 (+)
3. Sesso o esse  (testo di Franca Evangelisti e Renato Zero; musica di Michele Zarrillo e Renato Zero) - 4:36 (***)
4. Qualcuno mi renda l'anima  (testo di Renato Zero; musica di Roberto Conrado e Renato Zero) - 3:04 (+++)
5. Chi più chi meno  (testo di Franca Evangelisti e Renato Zero; musica di Piero Pintucci e Renato Zero) - 5:28 [inedito]
6. Morire qui  (testo e musica di Renato Zero) - 2:54 (+)
7. Profumi, balocchi e maritozzi  (testo di Renato Zero; musica di Piero Pintucci e Renato Zero) - 4:06 (*)
8. Un uomo da bruciare  (testo di Mogol; musica di Piero Pintucci e Renato Zero) - 4:16 (++)
9. Inventi   (testo di Angelo Filistrucchi e Renato Zero; musica di Roberto Conrado e Renato Zero) - 2:42 (+++)
10. Triangolo  (testo di Renato Zero; musica di Mario Vicari ["Caviri"] e Renato Zero) - 8:29 (***)

### Disco 2
1. Manichini  (testo di Renato Zero; musica di Piero Pintucci e Renato Zero) - 3:15 (+)
2. Potrebbe essere Dio  (testo di Renato Zero; musica di Roberto Conrado e Renato Zero) - 5:20 (*)
3. Non sparare  (testo di Renato Zero; musica di Piero Pintucci e Renato Zero) - 4:46 (*)
4. Madame  (testo di Franca Evangelisti e Renato Zero; musica di Piero Pintucci e Renato Zero) - 4:06 (++)
5. Il cielo  (testo e musica di Renato Zero) - 3:58 (+)
6. Amico  (testo di Franca Evangelisti e Renato Zero; musica di Dario Baldan Bembo) - 5:02 (*)
7. Fortuna  (testo di Renato Zero; musica di Piero Pintucci e Renato Zero) - 5:06 (*)
8. Il carrozzone  (testo di Franca Evangelisti; musica di Piero Pintucci) - 5:06 (**)
9. Più Su  (testo di Renato Zero; musica di Dario Baldan Bembo) - 6:17 [inedito]

Album di provenienza delle versioni originali in studio: * Tregua; ** EroZero; *** Zerolandia; + Zerofobia; ++ Trapezio; +++ Invenzioni
Versioni in studio posteriori degli inediti dal vivo: la versione in studio di "Chi più chi meno" compare sul lato B del CD singolo "Più insieme" del 1991; quella di "Più su" compare nella tripla raccolta Renatissimo! del 2006.

## Classifiche

### Classifiche settimanali
| Classifica (1981) | Posizione massima |
| ----------------- | ----------------- |
| Italia            | 1                 |

### Classifiche di fine anno
| Classifica (1981) | Posizione |
| ----------------- | --------- |
| Italia            | 4         |